# Invicta

Invicta (Інвікта) — з 1925 року англійський виробник автомобілів. Штаб-квартира розташована в місті Кобем. У 1933 році компанію купує граф Фітцуільям, а в 1950 році - фірма Frazer Nash. У 1950 році компанія припинила виробництво автомобілів. Виробництво машин продовжувалося в 2004-2012 роках.

## Ноель Маклін

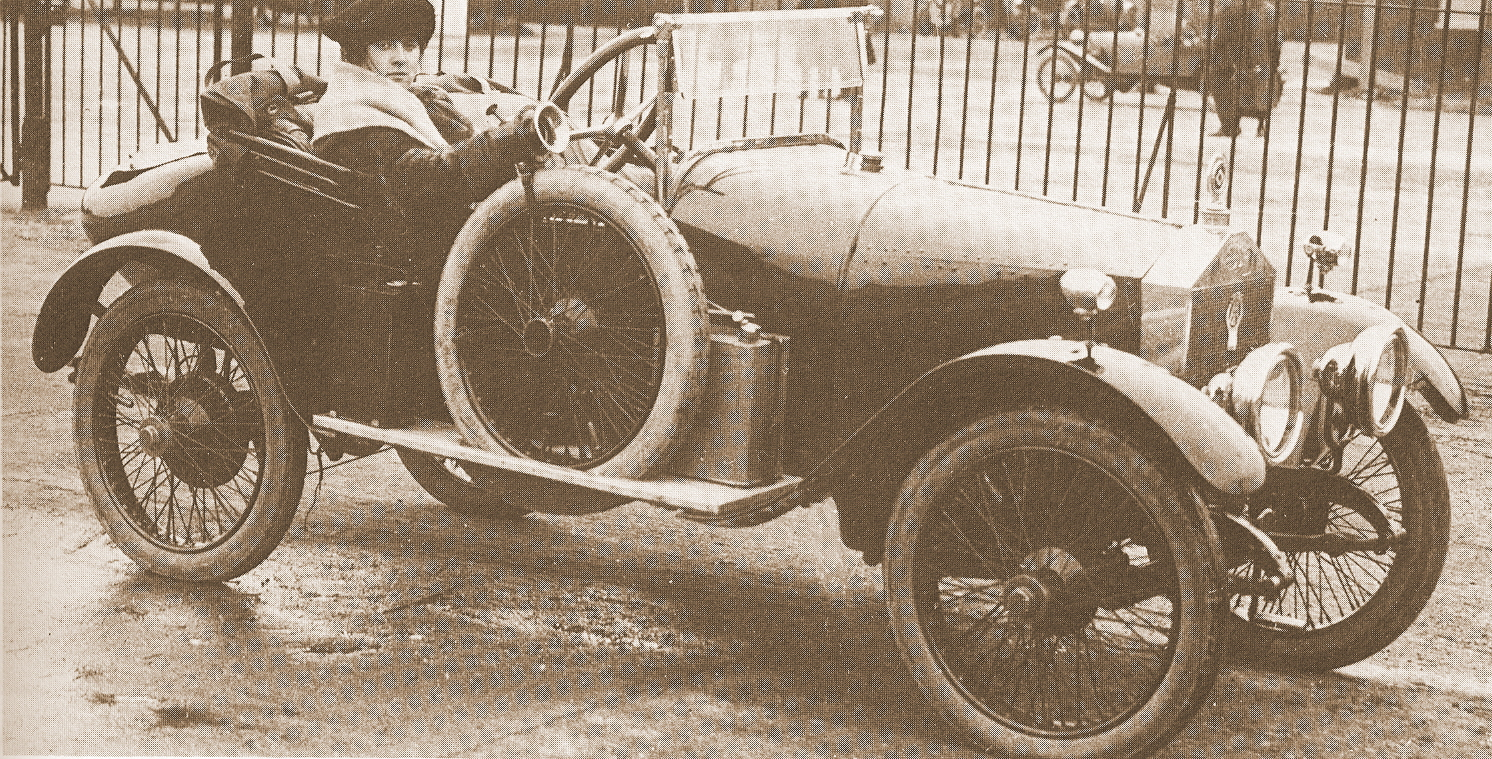
Eric-Campbell 10HP

Ноель Кембелл Маклін, що народився в 1886 році, з 1909 року почав ганяти на трасі Брукландс на здоровенних Mercedes і FIAT, з початком Першої світової він вступив до лав кінської артилерії, де дослужився до звання капітана. У 1919 році він вирішує зайнятися виробництвом автомобілів, разом зі своїм приятелем Х'ю Еріком Орра-Юінгом він викуповує частину заводу фірми Handley-Page, яка під час війни випускала літаки в Кріклвуді. Автомобіль марки Eric-Campbell, який стали виготовляти партнери, був легким зі спортивним ухилом, майже всі комплектуючі були покупними, але 1.5 л мотор Coventry Climax піддавався переробкам, отримав нові поршні і вал, коробка передач фірми Moss була 4-ступінчастою. Перші машини, які були схожі на продукцію Rolls-Royce, дебютували на Targa Florio 1919 року, одна з двох виставлених машин зламалася під час гонок, друга фінішувала далеко не серед лідерів, але тим не менш про марку заговорили.

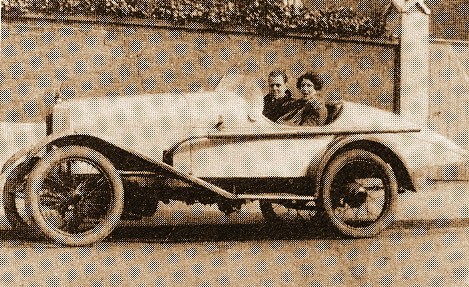
Silver Hawk 10/35HP

Але в 1920 році, щось не поділивши з компаньйоном, Маклін залишає фірму, яка проіснує до 1926 року, і засновує нову - Silver Hawk Motors, яка стала будувати більш спортивні автомобілі, хоча під капотом у них були такі ж за об'ємом 1.5 л мотори, але Silver Hawk випускалися лише рік, причому виготовлялися вони в гаражі, куди поміщалося три автомобілі, у дворі власного будинку Макліна.
Потім капітан вирішує поекспериментувати з паровою тягою, він купує американські паровики Stanley Steamer і Doble, проте він зрозумів, що паровик і середньостатистичний водій - речі несумісні, тому він вирішує зайнятися конструюванням автомобіля, який мав би схожі з паровиками характеристики, тобто достатній крутний момент на всіх доступних оборотах, який би при цьому зменшив потребу оперування коробкою передач.

## Заснування компанії
До 1924 року все в тому ж гаражі власного будинку, що знаходився в Кобемі (графство Суррей), Маклін разом зі своїм другом Вільямом Уотсоном (який був механіком у Макліна під час довоєнних гонок) будує три прототипи, побудованих на шасі Bayliss-Thomas, оснащених 2 л 6-циліндровими двигунами фірми Coventry Climax. Проте їх еластичність не задовольняла Макліна, і ось він випадково зустрічається з Генрі Мідоусом з Вулверхемптона, той береться побудувати 2.5-літрові двигуни для Invicta Макліна (так капітан вирішив назвати свої нові автомобілі, слово "Invicta" означає "непереможна"). У підсумку Маклін отримує 6-циліндровий двигун з верхнім розташуванням клапанів, з яким машина розганялася до 100 км/год, а на останній, четвертій, передачі машина була здатна подолати чверть тестового пагорба в Бруклендс.

## Початок виробництва автомобілів

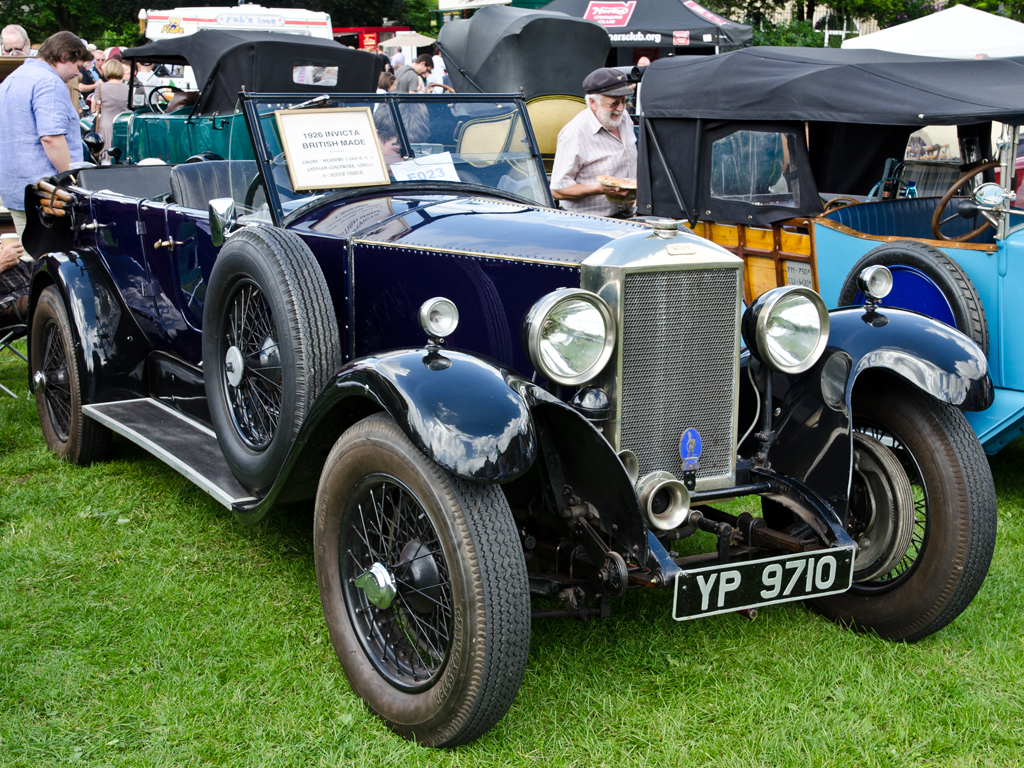
Invicta 2½-Litre Tourer

Тепер залишалося знайти гроші для виробництва автомобіля, і до радості капітана спонсори знайшлися досить швидко, один з них - цукровий магнат Олівер Лайл - один з господарів компанії Tate and Lyle, яка існує донині, надає землю на своїй ділянці в Фейрміллі для спорудження нового заводу, крім земельної ділянки Лайл спільно з графом Фітцуільямом, який до цього спонсорував компанію Sheffield-Simplex, беруться субсидувати фірму Invicta Cars. У підсумку в 1925 році з'являються перші серійні автомобілі, які зовні нагадували зменшені Rolls-Royce, маючи схожий радіатор і полірований капот на заклепках. Клієнтам пропонувалося на вибір три варіанти шасі, всі вони розрізнялися тільки довжиною.

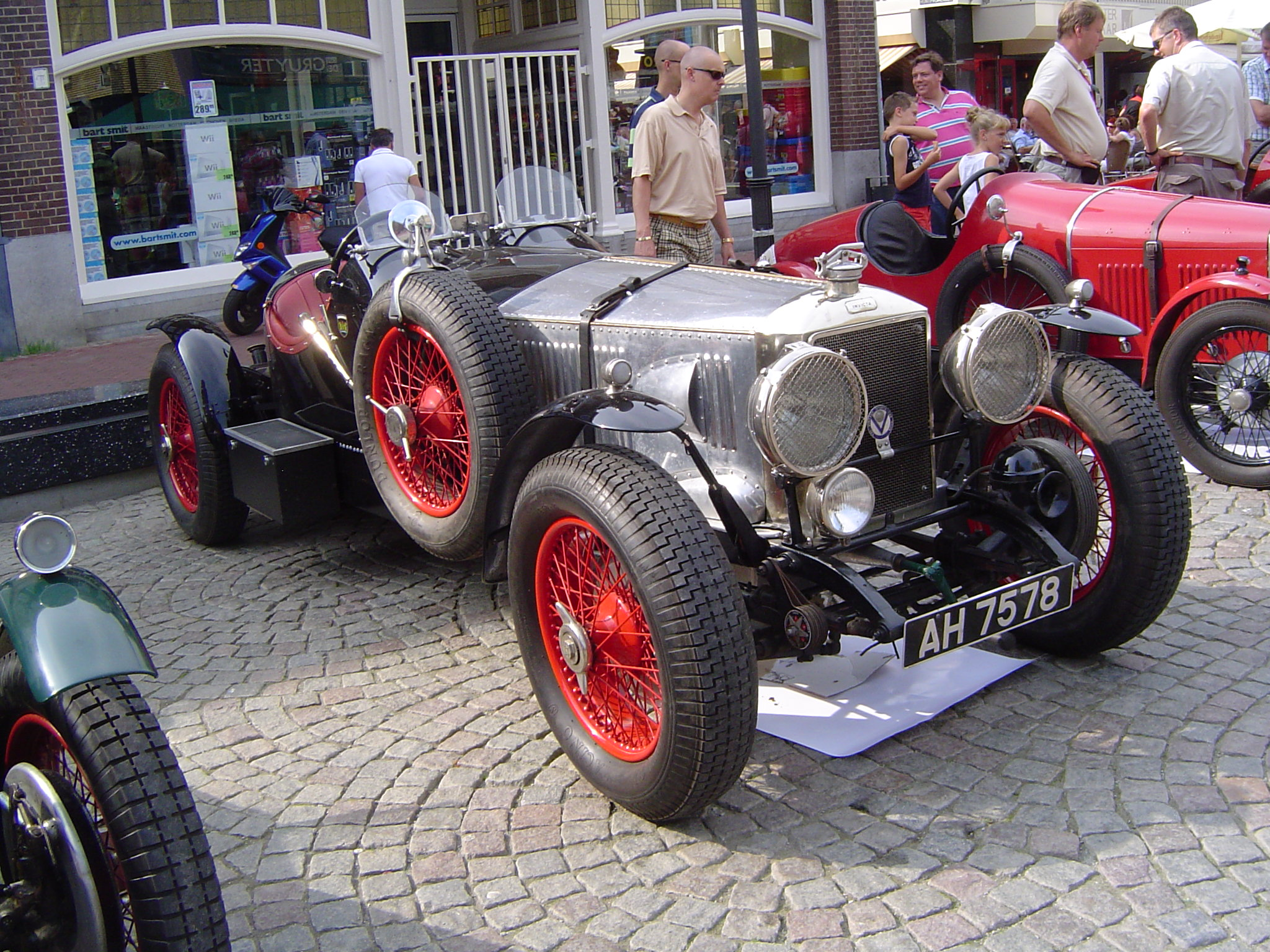
Invicta 3-Litre Special

2.5-літрову модель випускали лише рік, це була солідна і якісно побудована машина, але без спортивного нальоту, тому було вирішено розточити двигун до 3 літрів, тепер мотор, що видавав 95 к.с., міг розганяти автомобіль залежно від кузова від 112 км/год до 140 км/год. Щоб прорекламувати машину, було вирішено орендувати автодром в Монці і намотувати протягом декількох тижнів тисячі кілометрів, довівши надійність автомобіля, а щоб привернути увагу журналістів, керівником "гоночної" команди була призначена зведена сестра Макліна Віолетта Кордері. З першого березня і по п'яте Кордері і її команда показала середню швидкість в 96 км/год, проте вночі один зі змінників, заснувши за кермом, врізався в парапет і перевернув машину. У терміновому порядку машину доставили на завод Isotta Fraschini, де всього за чотири дні машину змогли поставити на хід, але рама залишилася пошкодженою. З 9 по 21 березня продовжилися намотування кілометрів, зупинившись на позначці в 25 000 км, була показана середня швидкість в 89.8 км/год, при цьому було побито 33 італійських рекорди і 4 світових. Крім цього Кордері отримує "Трофей Девора" за витривалість машини, в 1926 році на французькій трасі в Монлері вона намотала 8000 км, причому напарницею цього разу виступила її рідна сестра Евелін.

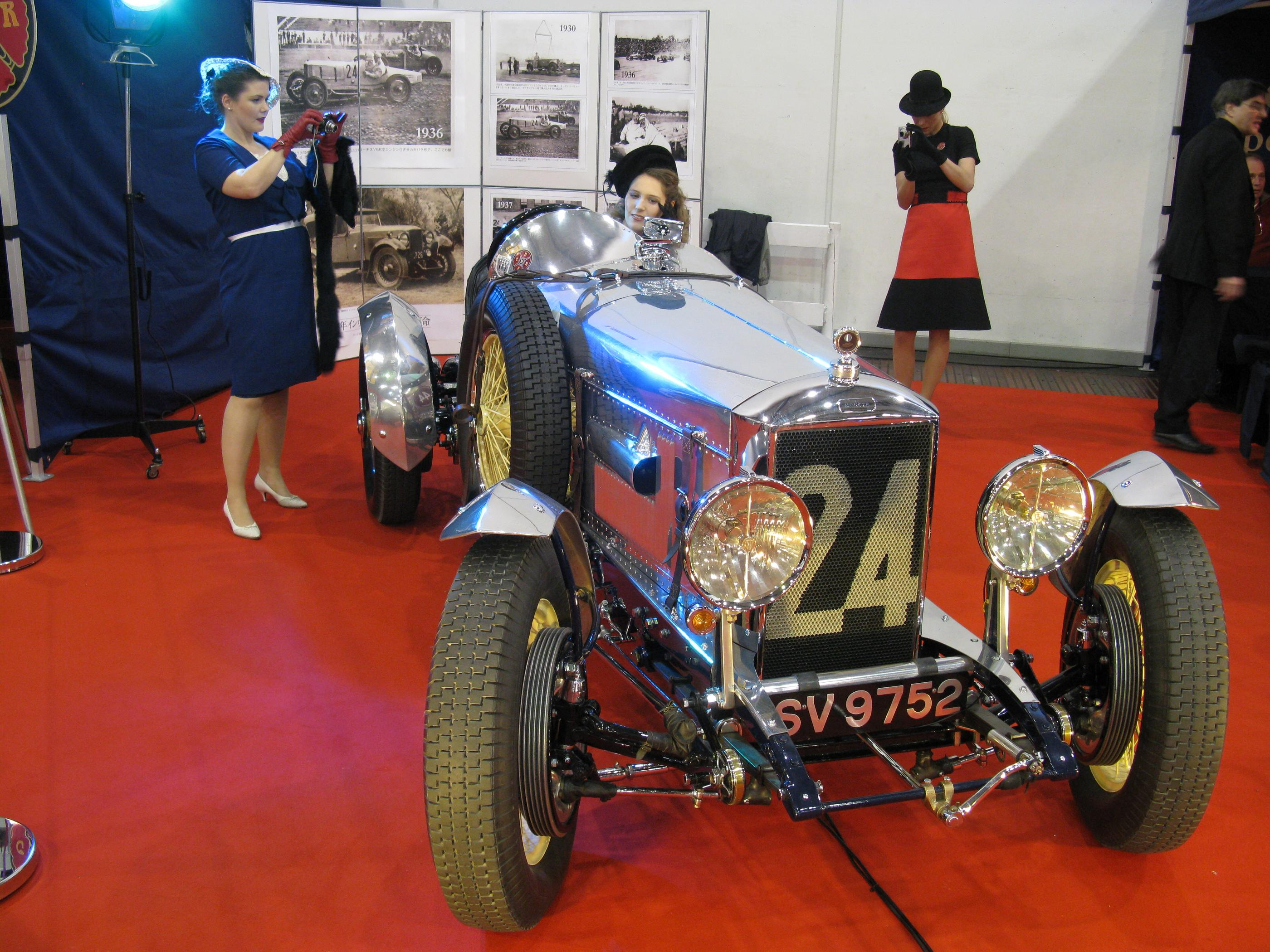
Invicta 4½-Litre 30HP Competition

Восени 1928 року на автошоу Олімпії було представлена ще одна модель, цього разу вершина виробничої програми - модель 4½-Litre 30HP. Під капотом цієї машини переховувався 4.5 л двигун Meadows, потужністю 100 к.с., мотор був спроектований все тим же Уотсоном. Мотор був настільки еластичним, що четверту передачу можна було вмикати вже на 10 км/год і їхати на ній до 140 км/год, що було максимальною швидкістю для неї. Коштувала машина недешево, проте, не дивлячись на ціну своїх шасі (850 фунтів), до якої додавалася практично така ж вартість за кузов, цю машину взяв на озброєння Скотланд Ярд. 100-сильні машини були не тільки дорогими, але й досить швидкими і з хорошим розгоном, тому й склали кістяк "Летючого ескадрону", який займався порушниками, що втікали від поліції на автомобілях, деякі моменти погонь навіть описувалися в пресі.

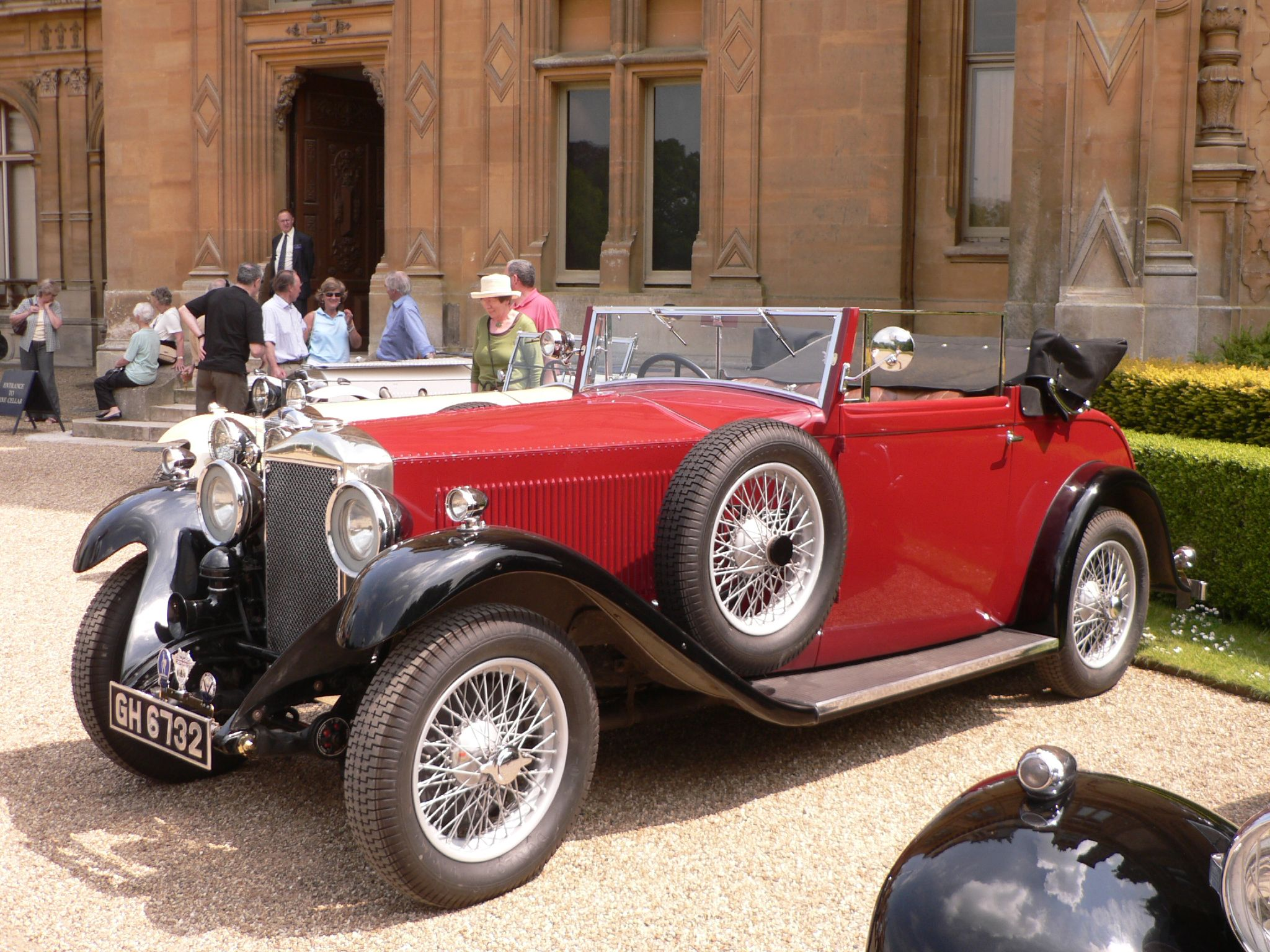
Invicta Type NLC 30HP Mayfair Drophead Coupe

У 1929 році спортивна команда фірми отримує ще один кубок за витривалість "Трофей Девора", цього разу Віолетта і Евелін подолали 48000 км за 30 000 хвилин, тобто з середньою швидкістю в 99 км/год, при цьому машина не проходила обслуговування, а тільки дозаправлялась, таким чином Invicta стала єдиною фірмою, яка двічі отримала "Кубок Девора" за витривалість. До осені 1929 року виробництво 3-літрової машини припинили, до того часу було реалізовано близько 200 машин. 4.5-літрова машина отримує нові шасі. У 1928 році мотор поставили на шасі 3-літрової машини, потенціал якої був обмежений, потужність мотора була піднята до 110 к.с.. Машина з новим шасі, яке стало ширшим і з більш широкою колією, отримує назву Type NLC 30HP і, стаючи настільки дорогою, що при ціні 1050 фунтів за голі шасі починає конкурувати з найдоступнішим Rolls-Royce - моделлю 20/25HP.

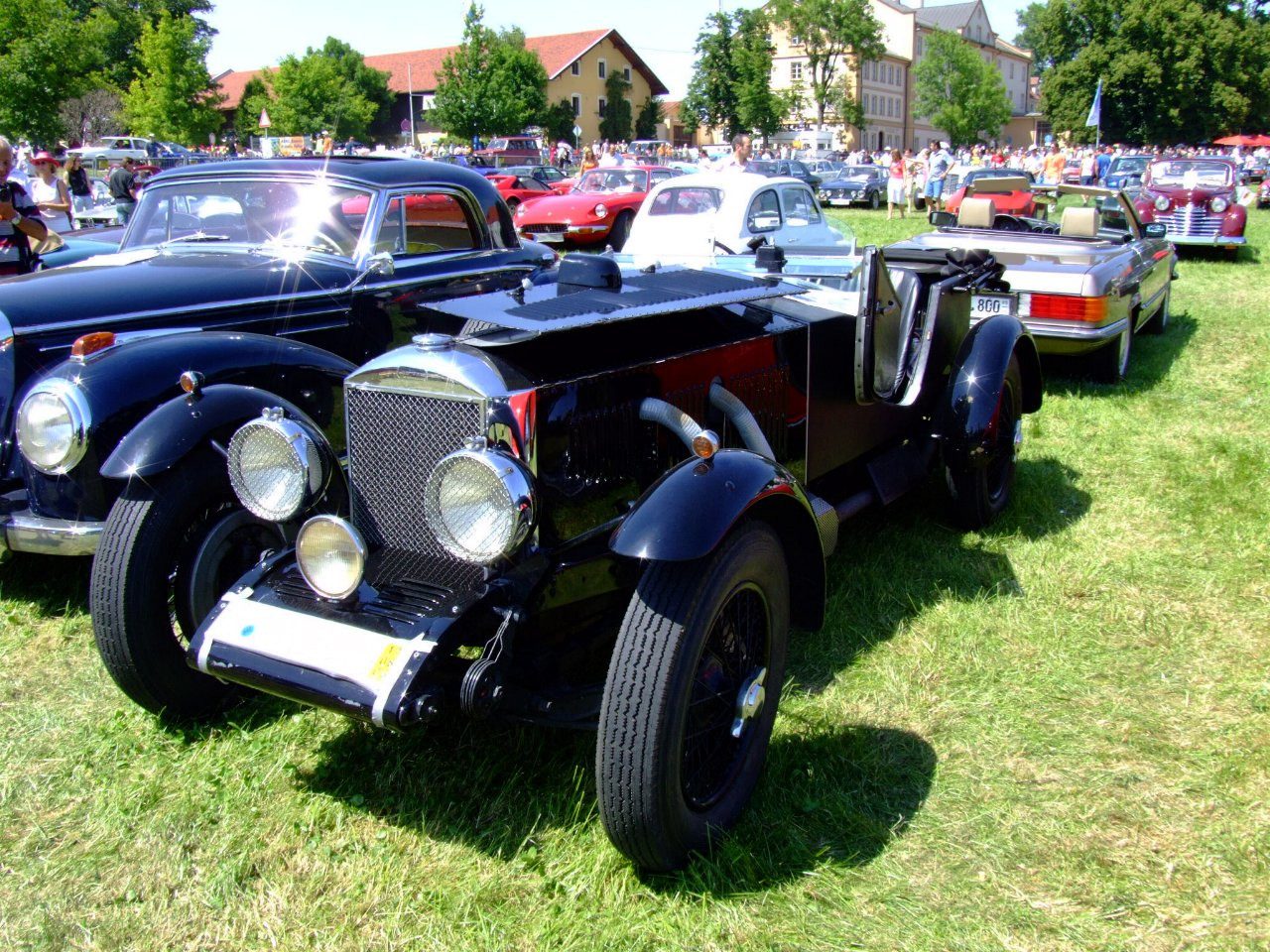
Invicta Type A 30HP

Розуміючи, що, продаючи тільки дорогу модель, можна позбутися великої частини клієнтів, Маклін готує більш доступну модель - Туре А 30НР, з тим же мотором, але з більш дешевою обробкою, хоча рівень збірки все ще міг конкурувати з Rolls-Royce. Крім цього була ще модель Туре В, яка відрізнялася більш довгою базою, а їх ціни були нижчими аж на 30-40%, ніж у топової моделі.

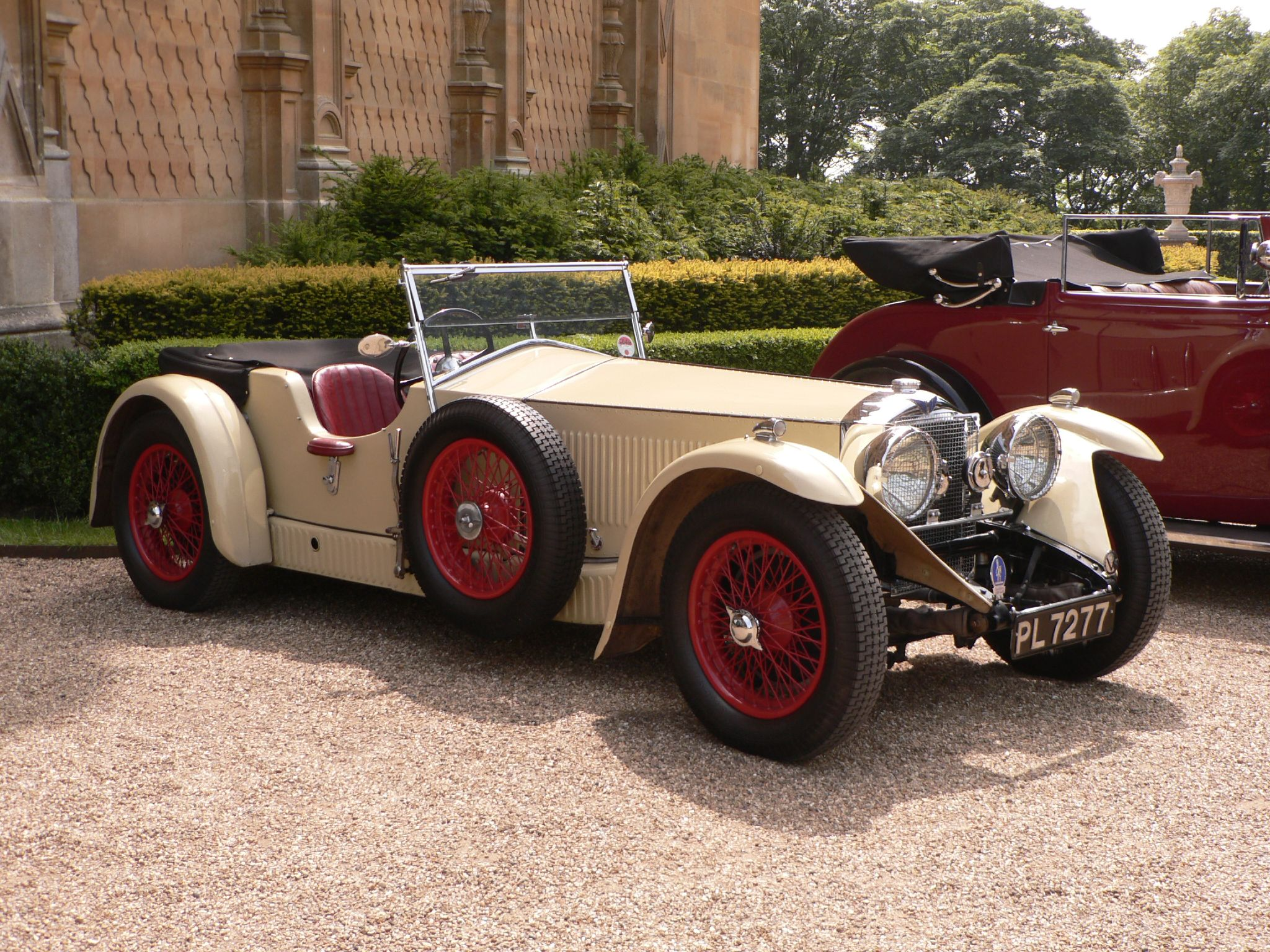
Invicta Type S 30HP Tourer

У 1930 році Дональд Хілі бере в оренду 3-літрову машину у сестри Макліна і бере участь на ній в Альпійських гонках, з яких він повертається з кубком за перемогу у своєму класі. Топову модель цього року знімають з виробництва, під час економічної кризи наддорогі машини були мало кому цікаві, зате, намагаючись залучити клієнтів, які хочуть отримати швидку машину, в жовтні 1930 року з'являється нова модель. Вона теж мала 4.5 л мотор, потужність якого була доведена до 115 к.с., приріст потужності з'явився завдяки здвоєним карбюраторам SU і подвійній системі запалювання, кожен циліндр мав по дві свічки, кожна з яких мала своє магнето і котушку запалювання. Але головною відмінністю від Туре А/В була наявність низької рами, задня підвіска машини мала міст, закріплений над рамою, тобто типу "underslung", передня ж була винесена далеко вперед, що теж дозволило зробити її більш низькою, завдяки чому Type S отримав низький центр тяжіння. У салоні машина відрізнялася від простих моделей наявністю панелі приладів з полірованого алюмінію.

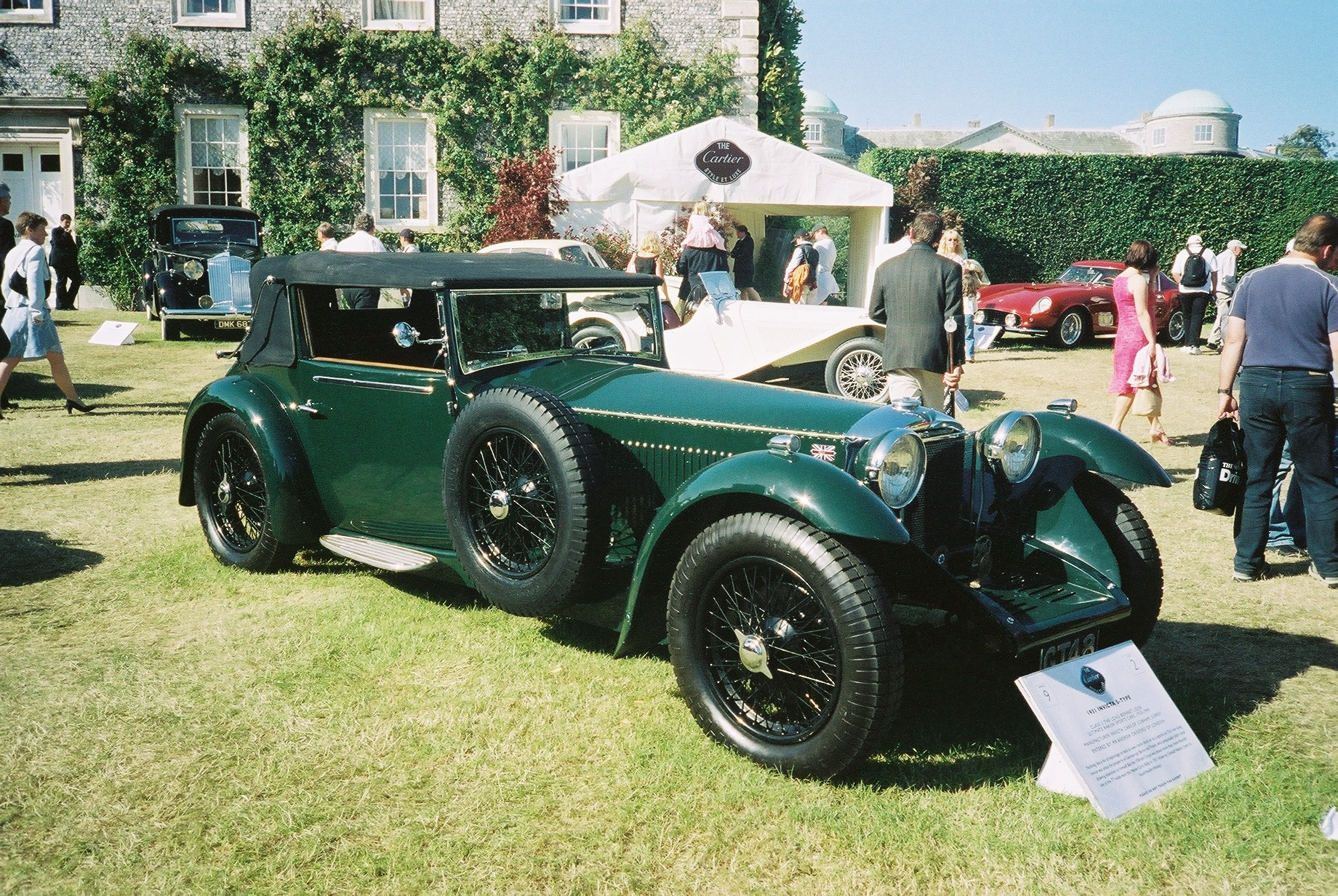
Invicta Type S 30HP Drophead Coupe

Але машина з низьким центром ваги і витягнутою передньою частиною вимагала вправності, і Семмі Девіс, журналіст автомобільного журналу Autocar, який ганяв на кільцевих гонках, в першій  своїй участі на цій машині в гонках Бруклендс не впорався з керуванням і розбив машину, проте незабаром, пристосувавшись до цієї машини, починає вигравати змагання. Він же переконав юного Дональда Хілі взяти участь у Монте-Карло 1931 року на новій машині, той стартує з норвезького Ставангера, але, не маючи досвіду їзди по ожеледі, влітає на своїй машині в тій же Норвегії в телеграфний стовп, пошкодивши раму і піввісь, але, тим не менше, вперше за весь час змагань у них перемагає британська машина. Після перемоги в Монте-Карло Хілі бере участь на пошкодженій машині у сходженні з пагорба Мон-де-Мулі, де також виграє кубок. Але, не дивлячись на те, що в марафонах машина себе показувала з найбільш позитивною боку, в Турист Трофі чомусь не щастило брали в них участь Джорджу Філду, у нього постійно виходив з ладу мотор, крім цього він брав участь у 24-годинному марафоні в Бруклендс, де також у нього прогорів поршень, прогорів він і після його заміни під час перерви, при цьому найкращий час кола залишився за його Invicta Type S. У той же час Томмі Уісдом, який ганяв на такій же машині, виграє все в тому ж 1931 році ірландський етап Tourist Trophy.

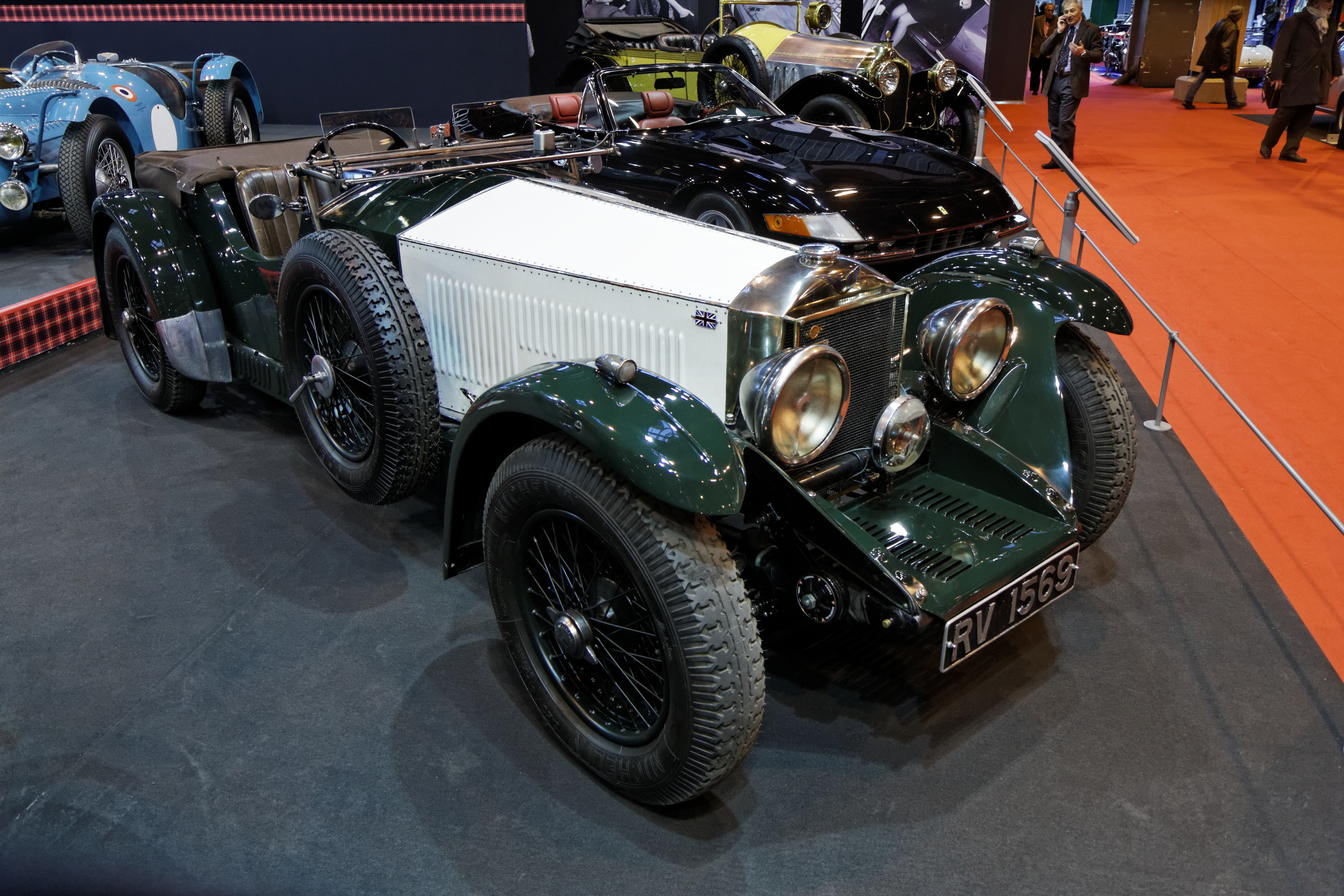
Invicta Type L 12/45HP Drophead Coupe

1931 рік взагалі був багатий на події, так спеціальний автомобіль, побудований для Реймонда Мея, який видавав 158 к.с., перемагав майже в усіх змаганнях по сходженню на пагорб, а також кільцевих гонках, правда машина при цьому мала особливий норов, легко зриваючись в занос. Хілі бере участь в Альпійських ралі, які він проходить без єдиного штрафного балу і завойовує найпрестижніший "Льодовиковий кубок" (Coupe des Glaciers). Наприкінці 1931 року, щоб залучити більшу кількість покупців, готується дешевша машина, яка також мала низьку раму, але під капотом у неї був 1.5 л 6-циліндровий верхньовальний мотор з Тонгхема, де розташовувалася фірма Blackburne. Але машина виявилася досить тихохідною, розвиваючи всього 107 км/год, але малу максимальну швидкість покупці прощали за чудову стійкість на звивистих дорогах і відмінну керованість, а що ще було треба на тих дорогах, де є обмеження максимально допустимої швидкості.

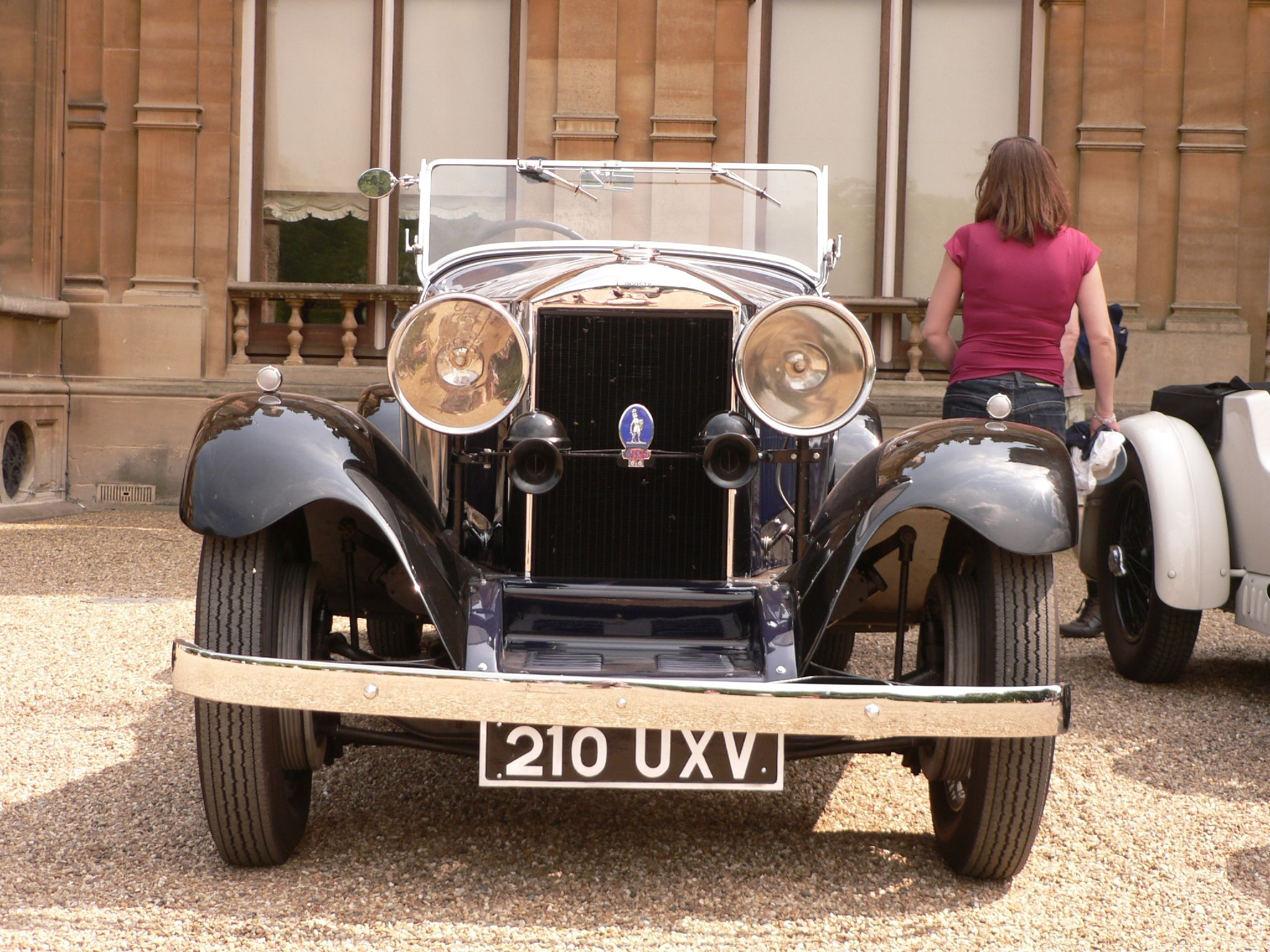
Invicta 12/70HP Sports Tourer

У липні 1932 року для тих клієнтів, яким все-таки не вистачало максимальної швидкості, стали пропонувати компресорну версію 1.5-літрової моделі, яка отримала індекс 12/90НР, оскільки потужність зросла до 90 к.с., а разом з нею і максимальна швидкість - до 130 км/год, але за потужність треба було платити, тому ціна на цю машину була вже не настільки демократичною, як за атмосферну версію. Невисока максимальна швидкість досягалася "завдяки" невдало підібраним числам трансмісії, а також важким шасі машини. Тим часом Хілі знову привозить додому кубок з Альпійських ралі, кубок за друге місце в Монте-Карло, у якому цього разу виграв Васселль на автомобілі марки Hotchkiss. На одометрі машини Хілі вже маячила відмітка в 80 000 км, це була машина вже не першої свіжості. Наприкінці 1932 року фірма демонструє цілу низку прототипів, два з двома верхніми розподільчими валами і компресорами, один з низ - 1.5 л 12/100НР, а другий - 1.7-літровий 14/120НР, ще один прототип мав одновальну головку, але мотор був розточений до 1.9 л, з нього зняли 70 к.с., але в підсумку жодна машина не пішла у виробництво, фірма обмежилася прототипами кількістю близько п'яти машин на кожну модель.

## Invicta у власності графа Фітцуільяма. Закриття компанії

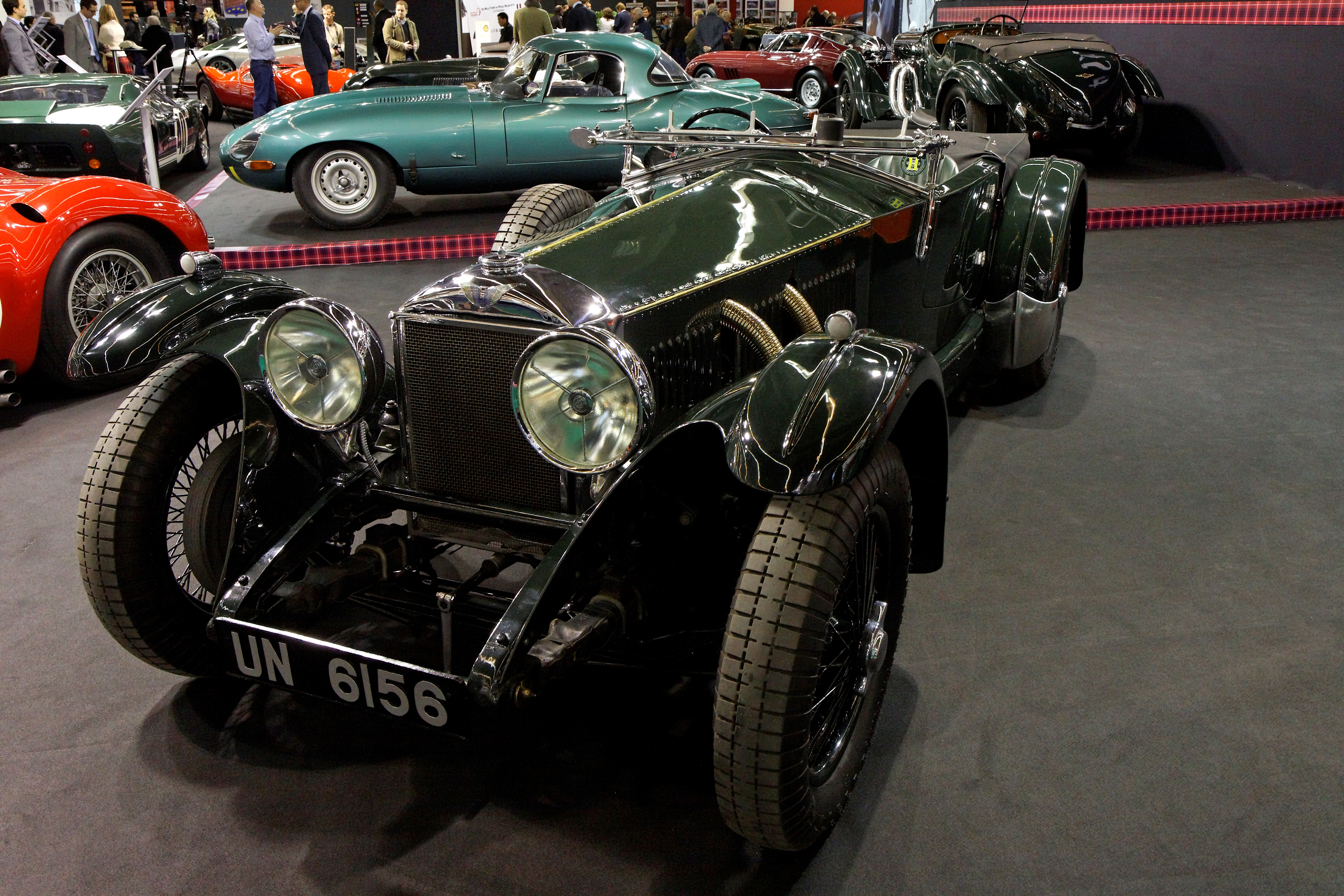
Invicta Type S 30/140HP Corcica Roadster

На початку 1933 року 4.5 л машини отримують модернізований мотор, який тепер видавав вражаючі для того часу 140 к.с., ними в основному комплектувалися Type S, які тепер легко брали позначку в 160 км/год. За допомогою Ріда Рейлтона проектується приймач спортивної моделі - Type SS, об'єм якого був збільшений до 4.9 л, а головка отримали по 3 клапани на циліндр і два розподілвала, було побудовано два прототипи, на яких планувалося взяти участь у Ле-Мані, проте Хамфрі Кук, який був призначений капітаном заводської команди, залишився вдома, так само, як і всі інші учасники команди. Машини фірми Invicta були надмірно дорогими, а Маклін у пошуках здешевлення виробництва вийшов на зовсім іншого постачальника - британське відділення фірми Hudson, яка взялася постачати механічні вузли для нового дітища Макліна. Маклін розумів, що, розірвавши відносини зі старими постачальниками типу Meadows і Blackburne, почнеться з'ясування стосунків, і використовувати бренд Invicta буде неможливо, тому він приймає рішення продати фірму одному із спонсорів, а саме - лорду Фітцуільяму, який викупив невикористані машинокомплекти, переносячи їх збірку в Челсі, що в Лондоні. Остання Invicta, виготовлена на заводі в Фейрміллі, вийшла за ворота фірми в п'ятницю, 13 жовтня 1933 року.
Маклін на заводі в Фейрміллі починає випускати зовсім іншу продукцію під маркою Railton. Лорд Фітцуільям продавав залишені 4.5 л моделі аж до 1939 року, машин з 1.5 л мотором на складі не залишалося, так що їх виробництво закінчилося ще в 1933 році, в 1938-1939 роках були розмови про воскресіння марки і виробництво автомобілів з французьких комплектуючих від фірм Delage і Darracq (який випускав авто марки Talbot-Lago), але проекти так і залишилися на рівні планів.
Після того, як Meadows позбулася свого клієнта, якому 4.5 л мотори поставлялися в ексклюзивному порядку, був знайдений новий бажаючий на цей мотор. Волтер Бентлі, який перейшов працювати конструктором у фірму Lagonda, зробив свій вибір на користь цього мотора, злегка його модернізувавши на свій смак.

## Відновлення марки

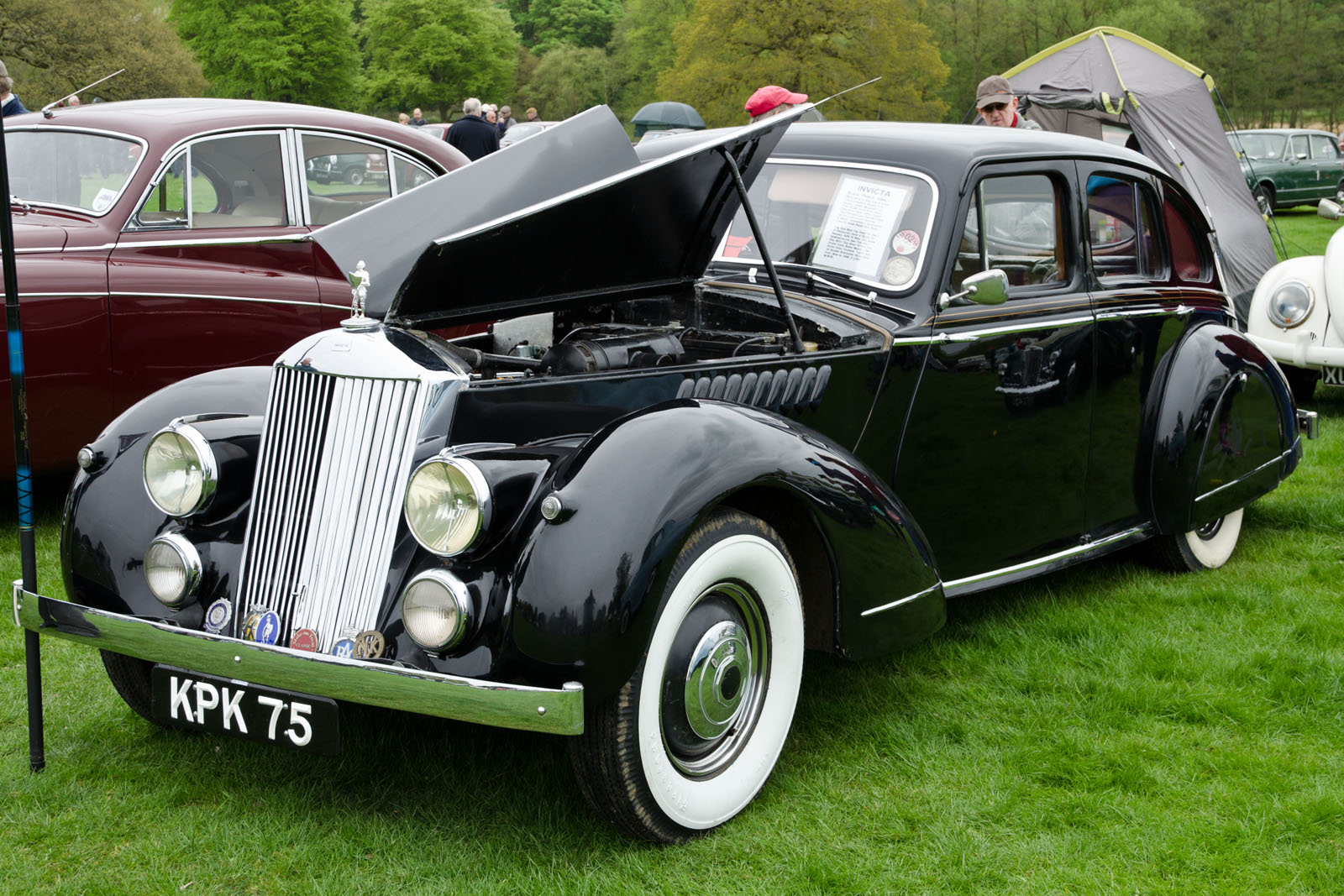
Invicta Black Prince Wentworth Six

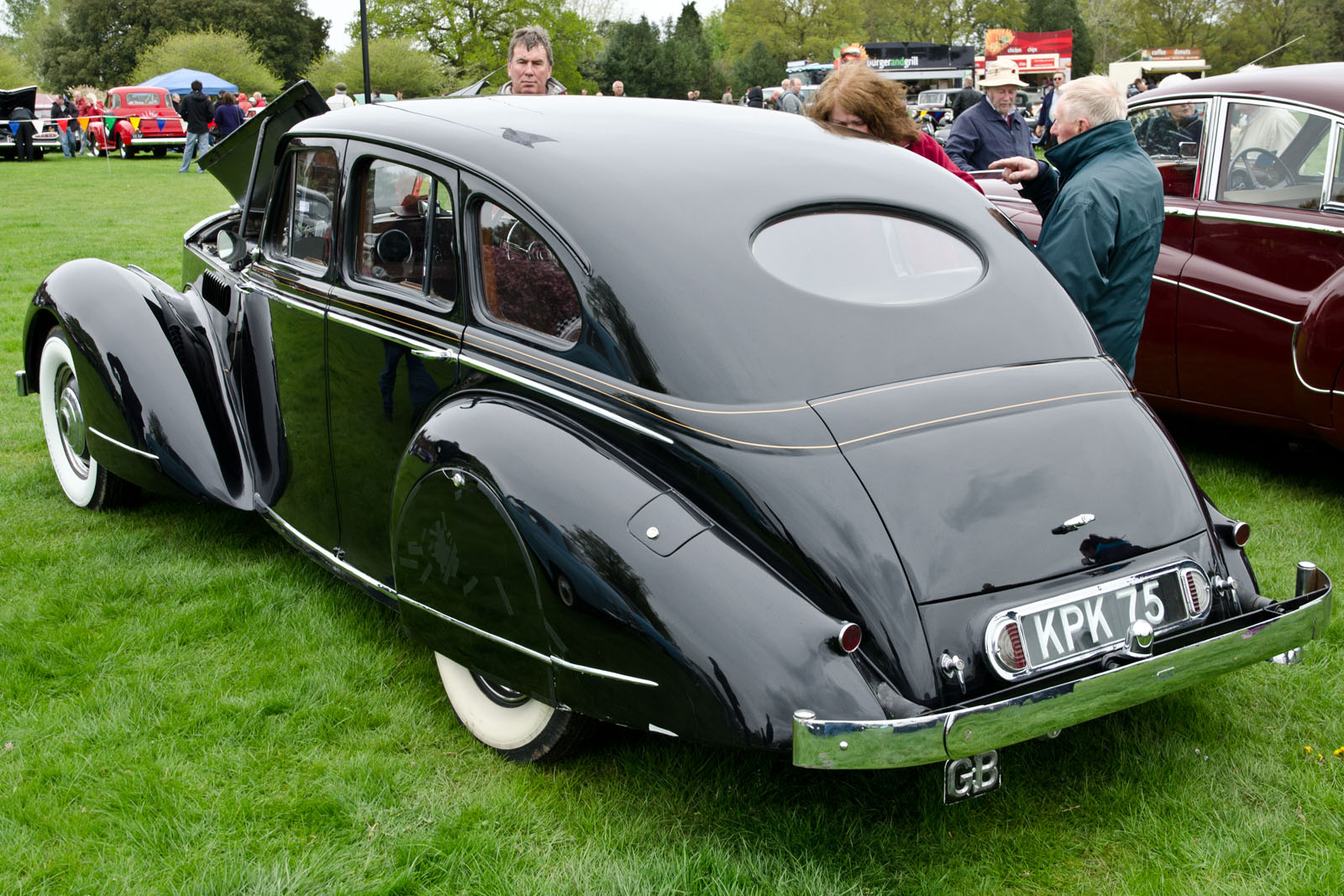
Invicta Black Prince Wentworth Six

На початку 1946 року в Вірджинії Уотерс воскрешає марку Invicta, фірма Invicta Car Development Company нічого не мала спільного з Макліном, який вмирає всього через два тижні після цієї новини. Сер Ноель Маклін покинув своє нове автомобільне дітище - Railton на користь фірми Fairmile Marine, яка займалася виробництвом військових катерів, за що він і отримав лицарське хрещення. Машина, яка була показана наприкінці жовтня 1946 року, була спроектована Уотсоном, і носила пафосну назву - Black Prince, ім'я було дано на честь Принца Едварда, який жив у 14 столітті, він носив чорні обладунки і був досить вдалим і непереможним воїном. Під капотом у "Чорного принца" був 3-літровий 6-циліндровий мотор фірми Henry Meadows Ltd, він мав два верхніх розподілвала і розвивав 120 к.с.. Крім класного мотора машина мала ще кілька своїх фішок, наприклад, підвіска всіх коліс була незалежною торсіонною як спереду, так і ззаду, коробка передач фірми Brockhouse була гідрокінетичною і, не маючи фіксованих передавальних чисел, працювала за принципом варіатора, зараз подібні трансмісії застосовуються на будівельній техніці. Електросистема автомобіля була 24-вольтовою, блок мотора мав електричний підігрівач системи охолодження, гальма всіх коліс були з гідравлічним приводом. Кузови типу седан будувалися авіаційного типу, каркас був виготовлений з алюмінію, який обшивався вже металевими листами, причому підлога встановлювалася окремо від кузова, він спочивав на безлічі гумових подушок, щоб зменшити вібрації на пасажирів. Спочатку кузови типу седан, які називалися Wentworth, поставляла фірма Charlesworth Coachbuilders, причому дизайн був явно зроблений з оглядкою на останній Pierce-Arrow із США, шасі машини мало ще одну фішку - в них було вбудовано чотири електричні домкрати для полегшення заміни колеса.

## Закриття компанії

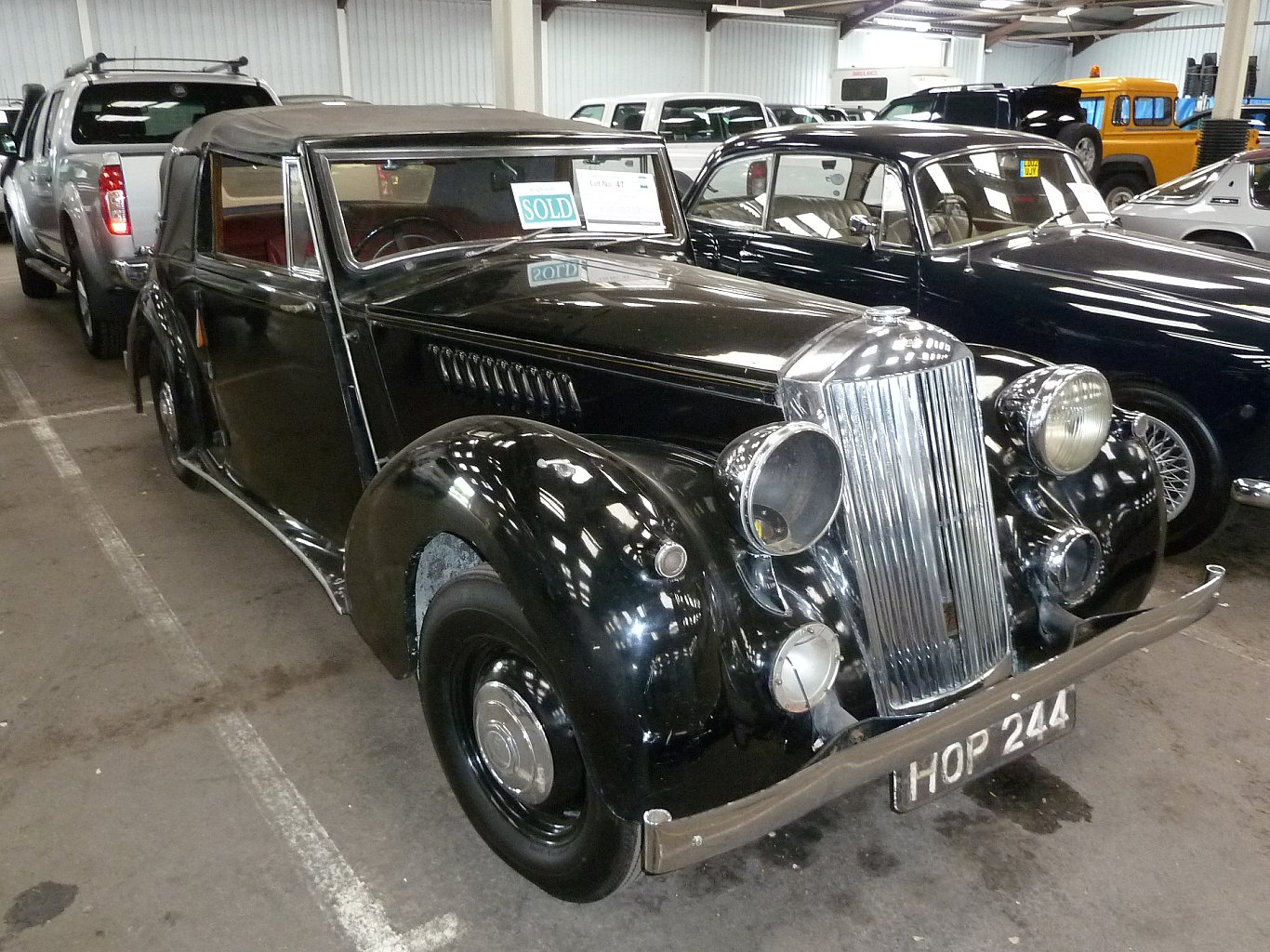
Invicta Black Prince Byfleet Drophead Coupe

Машина, що розвивала максимальну швидкість в 172 км/год і розганялася до 100 км/год за 12 секунд, коштувала надзвичайних грошей, конкуруючи з продукцією фірми Bentley, в 1948 році закриті кузови стала постачати фірма Airflow Streamlines, а вибір поповнився кабріолетом, що виготовлявся фірмою Jensen, - Byfleet Drophead Coupe. Black Prince був новаторським автомобілем, він став першим післявоєнним британським автомобілем з всього двома педалями, проте коробка Brockhouse HydroKinetic Turbo Torque Converter ідеально працювала тільки на папері, часто власник не міг включити положення D (драйв) з положення R (задній хід), що не могло радувати клієнтів, які віддали суму, еквівалентну вартості більших Bentley. На розробку машини було витрачено 100 000 фунтів, але "Чорний принц" не виправдав надії, фірма планувала реалізовувати по 250 машин на рік, однак до початку 1950 року було реалізовано всього 17 машин, з них 6 з відкритим кузовом. Справжній "Чорний принц" так і не став королем, його батько Едвард III пережив свого старшого сина і спадкоємця. У травні 1950 року фірма була продана компанії AFN Ltd, яка випускала автомобілі марки Frazer Nash.

## Чергове відновлення марки

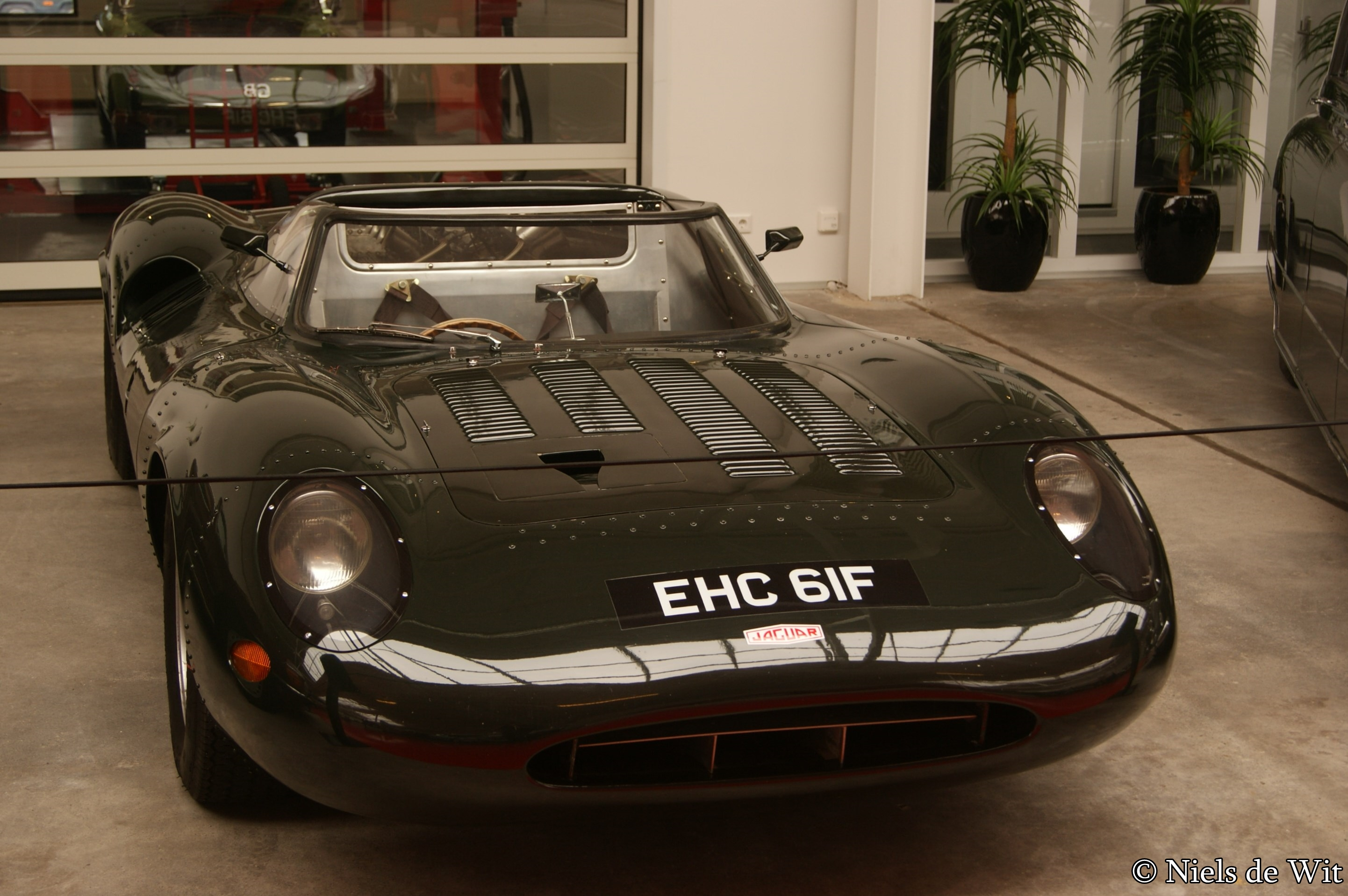
Invicta XJ13

У 1984 році була зроблена спроба відродити марку, на автошоу була показана машина Invicta XJ13, яка воскрешала в пам'яті "ягуаровський" прототип з 12-циліндровим мотором з таким же індексом. Рон Біті, якого найняла воскресла фірма Invicta Cars Ltd, навіть не встиг побудувати всього один прототип, як фірма оголосила себе банкрутом. Незавершений проект був викуплений фірмою Forward Engineering, де вже Біті зміг закінчити будівництво прототипу з використанням вузлів від автомобілів Jaguar того часу, мотор 5.3 V12 був розточений до 5.7 л, замість уприскування було встановлено 6 карбюраторів Weber, в підсумку з мотора зняли 490 к.с., а завдяки п'ятиступінчастій ZF машина розганялась до 300 км/год. Кузов типу тарга був побудований самостійно і виконаний повністю з кевлару, так що далеко не Ferrari F40 був першим дорожнім автомобілем з кузовом з такого матеріалу. В черговий раз начальники вибрали невдале ім'я для воскресіння марки, оскільки прототип Jaguar XJ13 був розбитий в 1971 році під час зйомок фільму про машину.

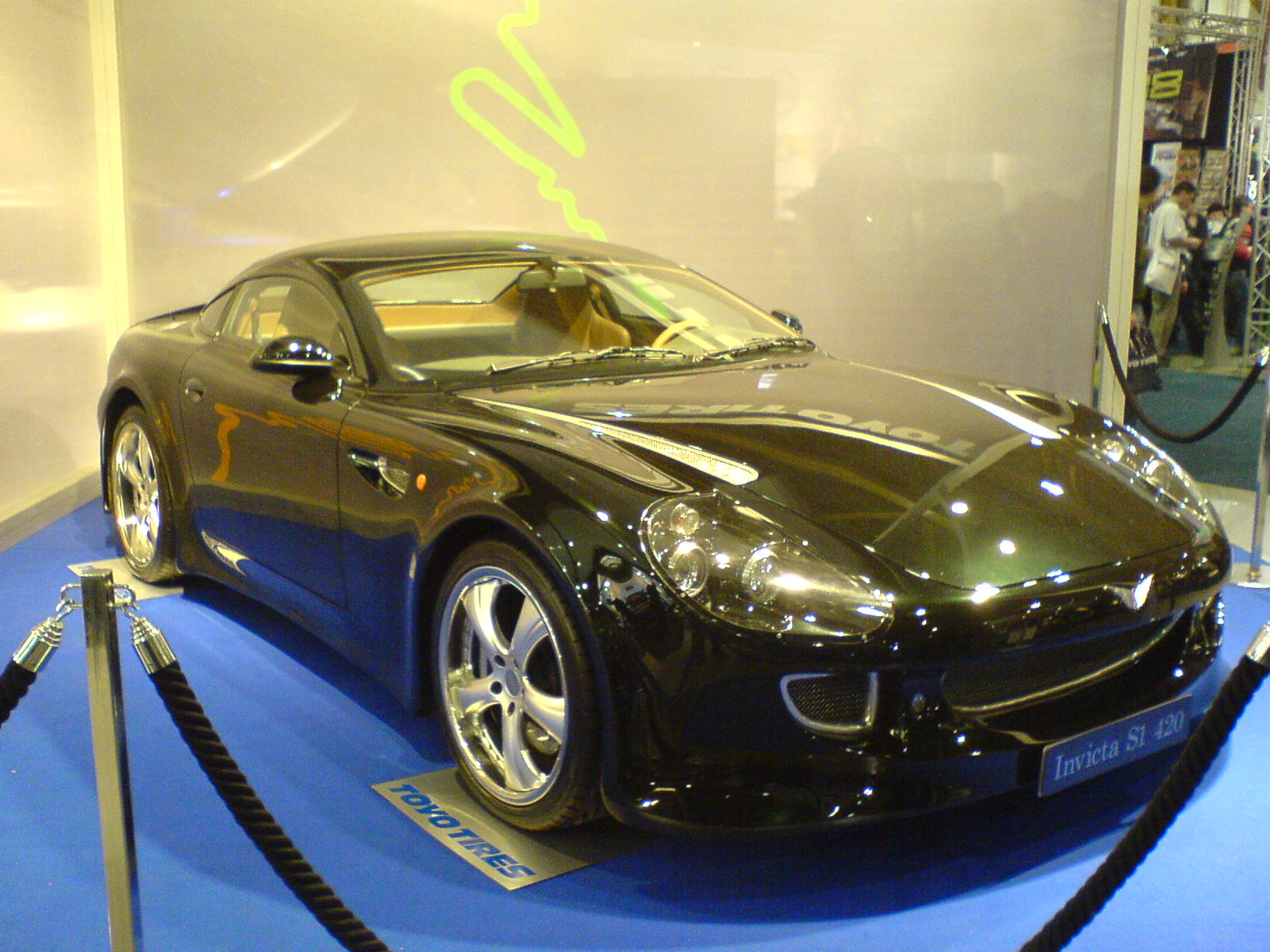
Invicta S1

Знову про марку заговорили через 17 років, в 2001 році Майкл Брістоу заснував фірму Invicta Car Company. Відроджена марка повинна була першою серед автомобілів використовувати повністю виконаний з карбону кузов типу купе, як технічну начинку планувалося використовувати двигуни від Special Vehicles Team (SVT), яка належить фірмі Ford. Через два роки після створення фірми був нарешті продемонстрований перший прототип, який оснастили 4.6 л мотором V8, потужністю 320 к.с., з ним машина розвивала 274 км/год, і першу сотню розмінювала за 5.1 с.

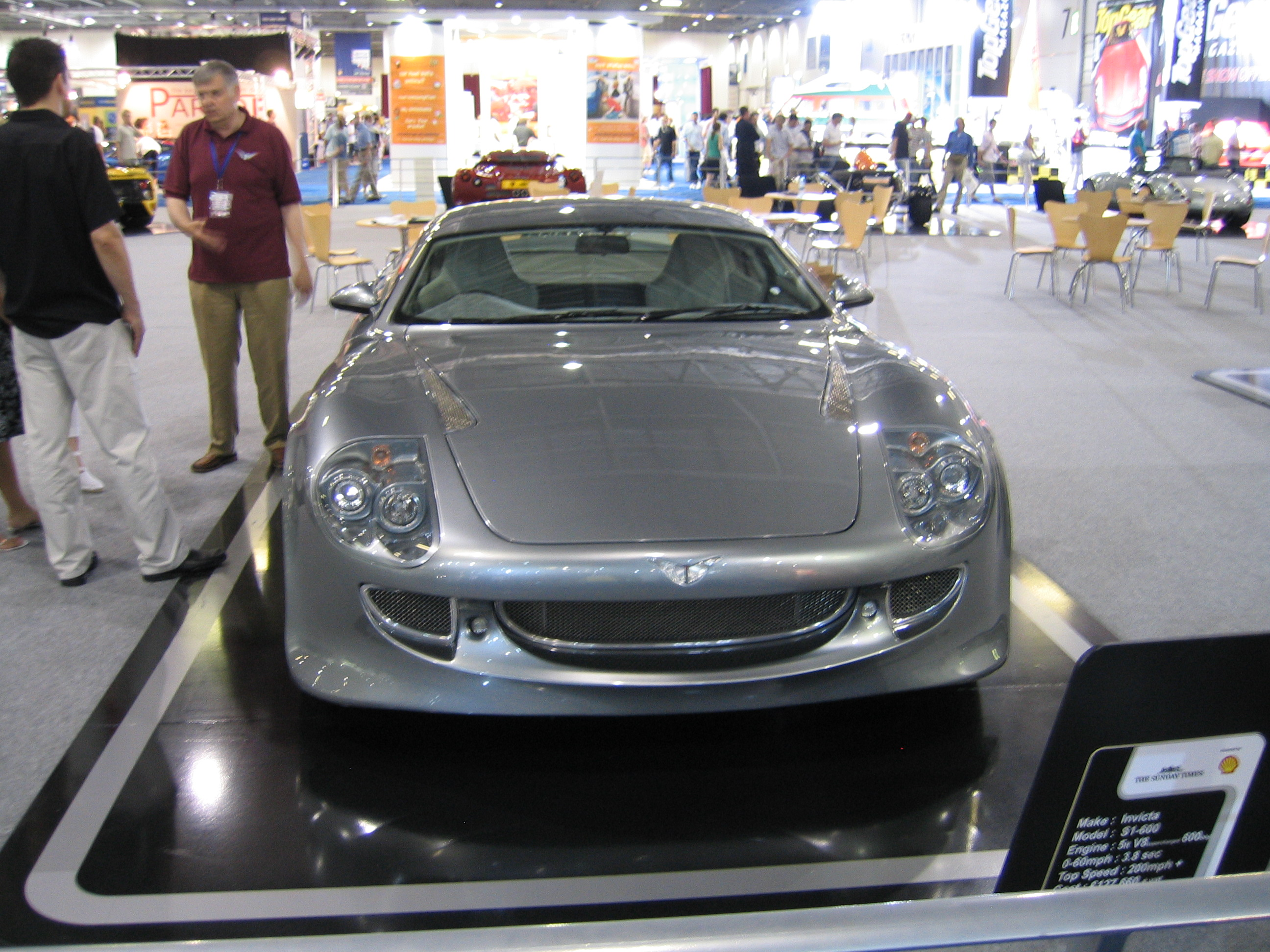
Invicta S1-600

Всього через 11 місяців, тобто в 2004 році, після показу прототипу був побудований і перший замовлений автомобіль, в 2007 році машина отримала більш потужний 420-сильний мотор, з яким автомобіль тепер міг розігнатися до 290 км/год, і сотню набирати за 4.8 секунди, але вже незабаром модельний ряд поповнила 5-літрова версія. Новий мотор розвивав всі 600 к.с., і тепер спідометр йшов за позначку в 320 км/год, і на сотню йшло вже 3.8 секунди, коробка передач була 6-ступінчаста мануальна, але як безкоштовна опція пропонувалася і автоматична.
Компанія була закрита 2012 року.

## Список автомобілів Invicta
- 1925 - Invicta 2½-Litre
- 1926 - Invicta 3-Litre
- 1928 - Invicta 4½-Litre
  - Invicta Type NLC
- 1930 - Invicta Type A
  - Invicta Type B
  - Invicta Type S
- 1931 - Invicta Type L
- 1933 - Invicta Type SS
- 1946 - Invicta Black Prince
- 2004 - Invicta S1